# Juan de Aragón (arzobispo de Toledo)
Juan de Aragón (1301, El Pobo-19 de agosto de 1334) fue infante de Aragón. Era hijo del rey Jaime II y de su segunda esposa Blanca de Nápoles. Fue arzobispo de Toledo y autor de tratados teológicos.

## Biografía
Al no tener derechos sobre el trono, se le destinó a la vida eclesiástica. 
Fue educado en la Cartuja de Escaladei y con tan sólo diez años fue tonsurado por el papa Clemente V en la corte papal de Aviñón. 
En 1319, con unos dieciocho años de edad, y aprovechándose de la minoría de edad de Alfonso XI de Castilla, este abad de Montearagón (Huesca) fue nombrado arzobispo de Toledo por Juan XXII, convirtiéndose a la vez en canciller mayor de Castilla. 
Parece haber sido investido también como Obispo de Lérida por el arzobispo de Tarragona Jimeno Martínez de Luna. Se vio envuelto en los disturbios entre nobles que jalonaron la minoría de edad del rey, Alfonso XI, en los que tuvo gran protagonismo su cuñado Don Juan Manuel, casado en uno de sus tres matrimonios con una hermana del joven arzobispo.
El acabar su minoría de edad, el Consejo del rey Alfonso XI le obligó a abandonar dicho reino, en 1326, aceptando como arzobispo de Toledo al de Tarragona, Jimeno de Luna, y se trasladó hasta el monasterio de Sant Miquel d'Escornalbou. 
En 1328 se le concedió el patriarcado de Alejandría y en 1328 se le nombró administrador apostólico de la sede arzobispal de Tarragona, cargos que desempeñó hasta su fallecimiento.
Fue autor de diversos tratados sobre doctrina cristiana y fue uno de los mejores predicadores de la época, llegando a pronunciar más de un centenar de sermones.
Su hermoso sepulcro en la Catedral de Tarragona, que se cree es de un discípulo del escultor Giovanni Pisano (circa 1250-1314), representa la notable figura un ascético y delgado joven con una sonrisa de paz y de resignación gozosa ante su muerte. Le acompañan en su sueño eterno algunos familiares: su tía carnal, hermana de su padre el rey, la reina consorte de Portugal santa Isabel, su antepasado por vía materna Luis IX de Francia y su pariente del trono de Nápoles San Luis, obispo de Toulouse.

## Sucesión
| Predecesor: Gutierre Gómez de Toledo | Arzobispo de Toledo Primado de España 1319-1326   | Sucesor: Jimeno Martínez de Luna |
| Predecesor: Jimeno Martínez de Luna  | Administrador apostólico de Tarragona 1328 - 1334 | Sucesor: Arnau Sescomes          |
| Predecesor: Otho de Sala             | Patriarca de Alejandría 1328 - 1334               | Sucesor: Guillaume de Chanac     |